# Frose
Frose este o comună din landul Saxonia-Anhalt, Germania.